# Pseudanarta daemonalis
Pseudanarta daemonalis is een vlinder uit de familie van de uilen (Noctuidae). De wetenschappelijke naam van de soort is voor het eerst geldig gepubliceerd in 1941 door Franclemont.